# Церква святого Димитрія Солунського (Ремезівці)
Церква святого Великомученика Димитрія — храм у селі Ремезівці, Золочівського району, Львівської області.
Належить до парафії святого Великомученика Димитрія Солунського, Поморянського деканату, Львівської Архиєпархії, Українська греко-католицька церква

## Історія
Мурований храм збудований у 1821 році. До цього часу на місці будівлі храму була мурована каплиця святого Димитрія Солунського, збудована багатою жінкою, ім'я якої невідоме. Храм мав лише один купол та був недобудований. У 1977 році розпочався ремонт. При храмі добудовано притвор. Виконано зовнішні облицювальні роботи.
У 2001 році ремонтні роботи відновились. У храмі було оновлено покрівлю і добудовано ще два куполи. Впродовж 2000-2010-х років проводилась реставрація храму. Було виконано зовнішні та внутрішні облицювальні роботи. Замінено підлогу.

## Священики
- Данило Зарицький (перед 1832—†1839)
- Василь Прокопович (1839—1840, завідатель)
- Стефан Еліясевич (1840—†1842, завідатель)
- Іван Рипинський (1842—†1860, парох)
- Теофіл Данилович (1860—1861, завідатель)
- Йосиф Балтарович (1861—1892, парох)
- Лука Нестор (1892—1893, адміністратор; 1893—1944, парох)
  - Григорій Брездень (1934—1936, сотрудник)
  - Іван Нехай (1936—1939, сотрудник)
  - Микола Б. Бачинський (1944, сотрудник)
- Цибровський (ім'я невідоме)
- Михайло Капшій
- Рицар (ім'я невідоме)
- Михайло Орлинський
- Богдан Пиріг
- Василь Бачало
- Іван Горбовий
- Петро Черепанич
- Антон Балух
- Богдан Митів
- Михайо Цюман
- Мелетій Батіг
- Володимир Палчинський
- Микола Мисяк
- Богдан Януш — настоятель ПЦУ
- Орест Когут
- Олег Пігій
- Роман Кісіль

## Дзвіниця
Побудована разом з храмом. Вона мала два великих дзвони. У час переслідувань радянською владою української церкви один з дзвонів було знято та заховано, і до цього часу не знайдено. У 1980-х роках громада церкви купила новий дзвін у майстрів із  ближнього села Смереківка. На дзвіниці знову з'явилось  два великих дзвони, що й висять дотепер.

## Сучасність
Станом на 2019 рік храмом користуються дві парафії — ПЦУ та УГКЦ, які служать почергові богослужіння.
У храмі служать два священнослужителі. ПЦУ — о. Богдан Януш; УГКЦ — о. Роман Кісіль. При церкві діє бібліотека та катехитичний клас.